# Северен Матабелеленд
Северен Матабелеленд е една от областите на Зимбабве. Разположена е в западната част на страната и граничи с Ботсвана и Замбия. Северната граница на областта е образувана от река Замбези. Площта на Северен Матабелеленд е 75 025 км², а населението, по оценка от август 2017 г.) – 744 841 души. Лупане е столица на областта. Единствените градове в Северен Матабелеленд са Хванде и Водопади Виктория.
Името на областта идва от населението и – племето Матабеле (Ндебеле).
Северен Матабелеленд е създадена, когато бившата област на Зимбабве Матабелеленд се разделя на две части – Северен и Южен Матабелеленд през 1974. През 1997, град Булавайо се отцепва от Северен Матабелеленд, на която е столица, и се превръща в град със статут на област.

## География
Регионът Матабелеленд, който обхваща днешните области на Зимбабве Северен и Южен Матабелеленд, се характеризира с главно пуста и негостоприемна територия. Валежите в региона са сравнително малко и голяма част от него изпитва недостиг на вода. Регионът е и по-малко плодороден от останалите, като посевите са твърде малко и селските фермери не могат да произведат досатъчно царевица, за да изхранят семействата си. По време на колониалната ера, обаче се формирали много скотовъдни ферми, които се оказали много по-доходни от посевите на царевица.
Регионът притежава значителни количества от други ресурси, като злато, варовик, метан, каменни въглища и дървен материал. В Матабелеленд е разположен най-големият дивечов резерват на Зимбабве – националният парк Хванге, който е известен с голямата си популация от диви животни. Най-известният туристически обект в Северен Матабелеленд, обаче безспорно е величественият водопад Виктория, разположен на северната граница на областта.

## Райони
Районите на област Северен Матабелеленд са общо седем:
- Бинга
- Буби
- Хванге
- Лупане
- Нкаи
- Тшолотшо
- Умгуза.